# Sint Jansbrug (Leiden)
De Sint-Jansbrug is een vaste stenen boog-plaatbrug in de Nederlandse stad Leiden. De brug over de Oude Rijn verbindt de Donkersteeg en de Hoogstraat met elkaar, en ligt net voor het punt waar de Oude en de Nieuwe Rijn weer samenvloeien. 
De Sint-Jansbrug in de huidige vorm dateert uit 1914. Sinds 1968 is de brug een rijksmonument en staat zij ingeschreven in het monumentenregister.